# Sedan (Kansas)
 (mai 2016).
Pour les articles homonymes, voir Sedan (homonymie).
La ville de Sedan est le siège du comté de Chautauqua, situé dans le Kansas, aux États-Unis.

## Histoire
Sedan se situait sur les terres appartenant à un dénommé F. G. Bowers. En 1870, ces terres ont été rachetées pour fonder une ville. La même année, Thomas Scurr vient faire une livraison de bois dans la ville. Il aurait alors donné le nom de Sedan à cette dernière. Il existe plusieurs hypothèses sur l'origine de ce nom :
La première serait que Thomas Scurr aurait pu habiter en France, dans les Ardennes, à Sedan et que les terres sur lesquelles la ville a été créée, au Kansas, lui auraient fait penser aux terres de chez lui. Il aurait donc donné ce nom à la ville.
La seconde hypothèse serait que Thomas Scurr aurait vu une peinture de la ville de Sedan en France et que la ville du Kansas y ressemblait, c'est alors qu'il lui aurait donc donné ce nom.
En 1871, un premier bureau de poste est créé à Sedan. Il a fermé par la suite, par manque de population. Il ouvre une seconde fois, en 1874. À cette époque, la ville de Sedan ne comptait qu'un magasin, un forgeron et une école. Beaucoup de terres étaient données à tous ceux qui voulaient y construire. La ville comptait alors 200 habitants.
C’est en 1875 que la ville devient le siège du comté de Chautauqua.
En 1876, le premier maire de la ville, A. B. King, puis les 23 suivants, sont élus annuellement. C’est seulement à partir de 1909 que les maires seront élus pour 2 ans.
Au début du XXe siècle, est créé un réseau de canalisations et d’égouts dans la ville.
Et c’est à partir de 1921 que débutent les travaux de pavage de la rue commerçante, qui se termineront un an plus tard. Le fait que les rues sedanaises ne pouvaient pas rester propres et maintenues dans des conditions décentes, à cause d’un important trafic, fut la principale cause de ces aménagements.

## Lieux touristiques

### Emmett Kelly Museum
Le Emmett Kelly Museum a été créé en hommage au clown Emmett Leo Kelly, né le 9 décembre 1898, à Sedan. Emmet Leo Kelly était un clown triste qui incarnait le personnage de Weary Willie qu’il avait lui-même créé.
Le musée est également connu comme étant la plus grande réserve de bouteilles de Jim Beam. Il s’agit d’une marque de whisky, datant de 1795, créée par une famille allemande venue s’installer au Kentucky.

### The Yellow Brick road (La route de brique jaune)
Il s’agit d’une route de briques jaunes. Les habitants peuvent en acheter des répliques et y graver leur nom dessus. Cette route est également une référence au magicien d'Oz et correspond au chemin que Dorothy Gale doit emprunter pour obtenir l'aide du magicien d'Oz.. Une parade se déroule sur cette route, chaque année, vers la fin du mois de mai, pendant laquelle les participants peuvent défiler en costume tiré du magicien d'Oz.

### The Chautauqua Hills Blues Festival
The Chautauqua Hills Blues Festival est une association soutenant des évènements à but non lucratif, composée d’une équipe entièrement bénévole. Il a lieu chaque week-end du Memorial Day. La recette est utilisée au profit des enfants du comté de Chautauqua. Les espaces du festival sont situés à un mile au nord de Sedan et offrent plus de 100 hectares, parfait pour le camping, en vue de la scène. Bien qu’il y ait des stands de nourriture et d’art, les visées principales de l’évènement sont de valoriser la beauté naturelle des lieux et de la région ainsi que de promouvoir les entreprises locales et le tourisme dans le comté.

## Démographie
Après une phase de croissance dans la première moitié du XXe siècle, la population de Sedan connait aujourd'hui un lent déclin démographique.

### Recensement
| Années             | 2000 | 2010 |
| Nombre d’habitants | 1342 | 1124 |
| Nombre de foyers   | 560  | 482  |
| Nombre de familles | 346  | 269  |

### Origines ethniques de la population
| Années                            | 2000   | 2010   |
| Type blancs                       | 93,4 % | 91,3 % |
| Type africains                    | 0,5 %  | 0,4 %  |
| Amérindiens                       | 3,3 %  | 2,8 %  |
| Asiatiques                        | 0,2 %  | 0,1 %  |
| Originaires des îles du Pacifique | 0,1 %  | 0,2 %  |
| Latino-américains                 | 2 %    | 5,2 %  |
| Autres origines                   | 0,5 %  | 2,2 %  |

### Répartition familiale
| Années                            | 2000   | 2010   |
| Avec enfants en dessous de 18 ans | 23,9 % | 25,5 % |
| Avec un couple                    | 48,9 % | 40,9 % |
| Avec femme seule                  | 10 %   | 11 %   |
| Avec homme seul                   |        | 3,9 %  |

Il y a plus de femmes à Sedan que d’hommes, avec 57 % de femmes contre 47 % d’hommes[Passage contradictoire (le total doit faire 100%)]. L’âge médian dans la ville était de 43 ans en 2000, puis 48 ans en 2010. La ville de Sedan connait une diminution du nombre d'habitants, avec une population assez multiculturelle et une majorité d’hommes de type européen. 

## Géographie
Sedan est localisé approximativement au milieu d'une ligne New York / Los Angeles. Selon l'étude faite par l'United States Censur Bureau , la ville de Sedan a une superficie totale de 2.10km² . Elle est traversée par la route 166 et la route 99. 
Selon l'étude faite par le système Koppen Climate Classification , Sedan possède un climat humide subtropical, qui est caractérisé par la chaleur, un été humide et par un hiver plutôt doux. 
La rivière Caney traverse le comté de Chautauqua. Sedan est entourée de champs et de plaines situées à 263 mètres d'altitude. 

## Source
- (en) Cet article est partiellement ou en totalité issu de l’article de Wikipédia en anglais intitulé « Sedan, Kansas » (voir la liste des auteurs).